# Javorek István
Javorek István (Székelyhíd, 1943. január 6. –) magyar származású amerikai fizikai felkészítő edző, a sportedző hírességek amerikai csarnokának örökös tagja. 

## Életpályája
Iskoláit szülővárosában kezdte, közben Nagyváradra járt hegedűórákra. Hetedikes korában, már a kolozsvári Brassai Sámuel Líceumban sportolni kezdett, és hamarosan a súlyemelés mellett döntött. Helyi és megyei szinten is sikeres volt. Egész fiatalon, 1966-ban abbahagyta a versenyzést, és edzősködni kezdett. Az akkor használt módszerek alkalmazása helyett kisérletezni kezdett, minden tanítványáról rendszeres feljegyzéseket készített, hogy követni tudja fejlődésüket. Ebből fejlődött ki a később az Amerikában Javorek Complex néven ismert edzőmódszer, amely 1982-es disszidálása után ismertté tette. Módszeréről több tucat cikket írt szaklapokba, majd könyvekben is népszerűsítette. A National Strength and Conditioning Coaches Association tíz alkalommal felkérte előadások tartására országos konferenciákon.
Olyan hírességek edzője volt mint: Floyd Heard távfutó, Randy Barnes súlylökő, Kit Pellow, Kareem Rush és Wayne Simien kosárlabdázók, Sumya Anani ökölvívónő.
Több egyetemen tanított, 2011-ben nyugdíjba vonult mint a Johnson County Community College emeritus professzora. 

## Könyvei
- Guidelines for prepubescent and adolescent athletes in strength conditioning training, presented at the National Strength And Conditioning Association ( NSCA) Convention, Dallas, TX. 1985. Published in United States Weightlifting Federation (U.S.W.F) Weightlifting Manual 1985.
- Technique Teaching Methods, United States Weightlifting Federation (U.S.W.F) Coaching Manual 1985.
- Weightlifting Manual, United States Weightlifting Federation, 1986, 1987, 1988 (társszerző).

## Kitüntetései
- Emeritus edzői díj, Románia, 1992.
- Az amerikai sportedző hírességek csarnokának örökös tagja, 2003.